# Světový pohár v orientačním běhu 2021
Světový pohár v orientačním běhu v roce 2021 (Orienteering World Cup 2021) byl 26. ročníkem této soutěže. Skládal se z 6 individuálních závodů a 4 štafetových závodů. Události se konaly ve Švýcarsku, Švédsku a Itálii. Na rozdíl od předchozích let Mistrovství světa v orientačním běhu 2021 v České republice nebylo součástí Světového poháru.  
Kasper Harlem Fosser z Norska získal svůj první celkový titul v mužské kategorii.  
Tove Alexanderssonová ze Švédska získala svůj sedmý celkový titul v ženské kategorii.  
---

## Program světového poháru 2021
| č. | Datum           | Trať             | Místo                | Vítěz muži           | Vítěz ženy            |
| -- | --------------- | ---------------- | -------------------- | -------------------- | --------------------- |
| 1  | 15. květen 2021 | Knock-out sprint | Neuchâtel, Švýcarsko | Matthias Kyburz      | Tove Alexanderssonová |
| 2  | 16. květen 2021 | Sprint           | Neuchâtel, Švýcarsko | Emil Svensk          | Tove Alexanderssonová |
| 3  | 12. srpen 2021  | Long             | Idre, Švédsko        | Kasper Harlem Fosser | Simona Aebersoldová   |
| 4  | 14. srpen 2021  | Middle           | Idre, Švédsko        | Joey Hadorn          | Hanna Lundbergová     |
| 5  | 30. září 2021   | Long             | Cansiglio, Itálie    | Kasper Harlem Fosser | Tove Alexanderssonová |
| 6  | 2. říjen 2021   | Middle           | Cansiglio, Itálie    | Kasper Harlem Fosser | Tove Alexanderssonová |

---